# Geokronit
Geokronit ist ein relativ selten vorkommendes Mineral aus der Mineralklasse der „Sulfide und Sulfosalze“ mit der chemischen Zusammensetzung Pb14(Sb,As)6S23 und gehört aufgrund seiner Kristallstruktur zu den Blei-Sulfosalzen mit Antimon. Die in den runden Klammern angegebenen Elemente Antimon und Arsen können sich in der Formel jeweils gegenseitig vertreten (Substitution, Diadochie), stehen jedoch immer im selben Mengenverhältnis zu den anderen Bestandteilen des Minerals.
Geokronit ist undurchsichtig und kristallisiert im monoklinen Kristallsystem, entwickelt allerdings nur selten gut ausgebildete, tafelige Kristalle und Zwillinge. Diese können allerdings bis zu 8 cm groß sein. Meist findet er sich in Form körniger, massiger oder erdiger Mineral-Aggregate von hellgrauer bis bleigrauer, metallisch glänzender Farbe. An der Luft kann Geokronit mit der Zeit schwarz anlaufen.
Mit seinem Verwandten Jordanit (Pb14(As,Sb)6S23) bildet Geokronit eine lückenlose Mischkristall-Reihe.

## Etymologie und Geschichte
Erstmals entdeckt wurde Geokronit in den Silbergruben von Sala in der schwedischen Provinz Västmanlands län und beschrieben 1839 durch Chemiker und Mineralogen Lars Fredrik Svanberg (1805–1878).
Er benannte das Mineral nach den griechischen Begriffen γή [Gaia] (auch Gea oder Gäa) für Erde und κρόνος [Kronos] (römisch Saturn). Die Namensteile sind eine Anspielung auf die Zusammensetzung des Minerals mit den Hauptbestandteilen Blei und Antimon, die als Planetenmetalle dem Saturn und der Erde zugeordnet sind.
Ein Aufbewahrungsort für das Typmaterial des Minerals ist nicht dokumentiert.
Da der Geokronit bereits lange vor der Gründung der International Mineralogical Association (IMA) bekannt und als eigenständige Mineralart anerkannt war, wurde dies von ihrer Commission on New Minerals, Nomenclature and Classification (CNMNC) übernommen und bezeichnet den Geokronit als sogenanntes „grandfathered“ (G) Mineral. Die seit 2021 ebenfalls von der IMA/CNMNC anerkannte Kurzbezeichnung (auch Mineral-Symbol) von Geokronit lautet „Geo“.

## Klassifikation
Bereits in der veralteten 8. Auflage der Mineralsystematik nach Strunz gehörte der Geokronit zur Mineralklasse der „Sulfide und Sulfosalze“ und dort zur Abteilung „Komplexe Sulfide (Sulfosalze)“, wo er gemeinsam mit Baumhauerit, Dufrénoysit, Gratonit, Jordanit, Liveingit, Rathit und Sartorit in der „Sartorit-Jordanit-Gruppe (Bleiarsenspießglanze)“ mit der Systemnummer II/D.06 steht.
In der zuletzt 2018 überarbeiteten Lapis-Systematik nach Stefan Weiß, die formal auf der alten Systematik von Karl Hugo Strunz in der 8. Auflage basiert, erhielt das Mineral die System- und Mineralnummer II/E.15-020. Dies entspricht ebenfalls der Abteilung „Sulfosalze (S : As,Sb,Bi = x)“, wo Geokronit zusammen mit Gratonit, Jordanit, Lengenbachit, Meneghinit und Tsugaruit die Gruppe der „Blei-Sulfosalze mit As/Sb (x= 3,8 bis 3,1)“ mit der Systemnummer II/E.15 bildet.
Die von der International Mineralogical Association (IMA) zuletzt 2009 aktualisierte 9. Auflage der Strunz’schen Mineralsystematik ordnet den Geokronit in die neu definierte Abteilung „Sulfosalze mit PbS als Vorbild“ ein. Diese ist weiter unterteilt nach der Art der beteiligten Metalle. Das Mineral ist hier entsprechend seiner Zusammensetzung in der Unterabteilung „Galenit-Derivate mit Blei (Pb)“ zu finden, wo es zusammen mit Jordanit die „Jordanitgruppe“ mit der Systemnummer 2.JB.30a bildet.
In der vorwiegend im englischen Sprachraum gebräuchlichen Systematik der Minerale nach Dana hat Geokronit die System- und Mineralnummer 03.03.01.02. Das entspricht ebenfalls der Klasse der „Sulfide und Sulfosalze“ und dort der Abteilung „Sulfosalze“. Hier findet er sich innerhalb der Unterabteilung „Sulfosalze mit dem Verhältnis 3 < z/y < 4 und der Zusammensetzung (A+)i(A2+)j[ByCz], A = Metalle, B = Halbmetalle, C = Nichtmetalle“ in einer unbenannten Gruppe mit der Systemnummer 03.03.01, in der auch Jordanit eingeordnet ist.

## Kristallstruktur
Geokronit kristallisiert isotyp mit Jordanit im monoklinen Kristallsystem in der Raumgruppe P21/m (Raumgruppen-Nr. 11) mit den Gitterparametern a = 8,96 Å; b = 31,93 Å; c = 8,50 Å und β = 118,0° sowie 2 Formeleinheiten pro Elementarzelle.

## Bildung und Fundorte

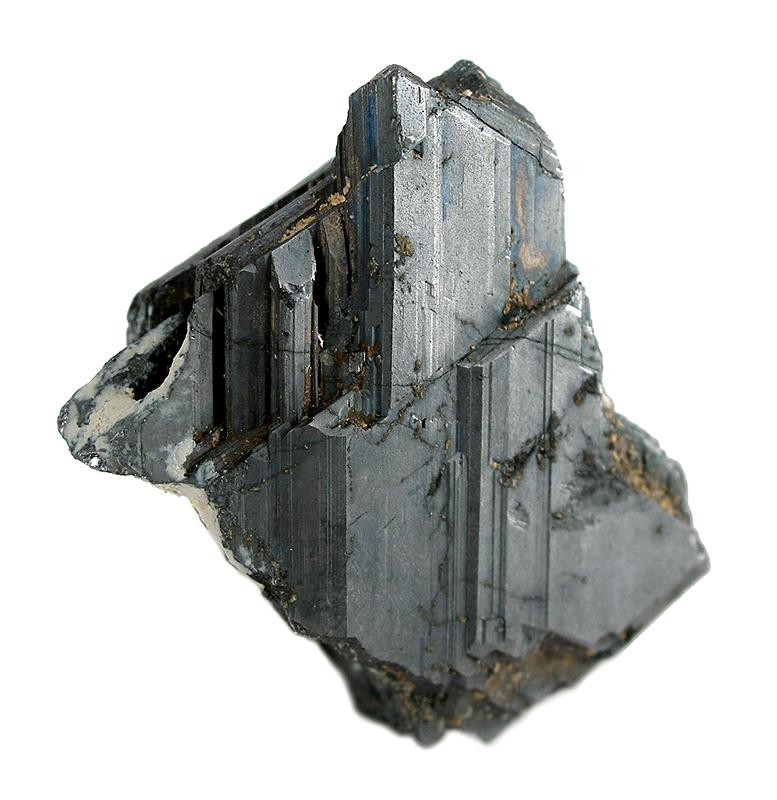
Geokronit-Kristallaggregat aus der Pollone Mine, Valdicastello Carducci, Pietrasanta, Apuanische Alpen (Toskana), Italien (Größe: 2,7 cm × 2,4 cm × 1,3 cm)

Geokronit bildet sich hydrothermal in Erz-Gängen, wo er meist mit anderen Sulfiden bzw. Sulfosalzen vergesellschaftet auftritt, wie unter anderem Galenit, Pyrit und Tetraedrit. Daneben können auch Baryt, Fluorit und Quarz als Begleitminerale auftreten.
Als eher seltene Mineralbildung kann Geokronit zum Teil zwar reichlich vorhanden sein, insgesamt ist er jedoch wenig verbreitet. Bisher (Stand 2016) sind rund 130 Fundorte für Geokronit bekannt. Neben seiner Typlokalität, den Silbergruben von Sala, trat das Mineral in Schweden noch in den Kupfergruben von Falun in der Provinz Dalarnas län, der Eisensulfidgrube Sätra bei Finspång in der Provinz Östergötlands län, bei Storgruvan und Nordmark in der Gemeinde Filipstad in der Provinz Värmlands län sowie bei Björkskogsnäs in der Gemeinde Hällefors zutage.
Bekannt aufgrund außergewöhnlicher Geokronitfunde sind vor allem Virgem da Lapa im brasilianischen Bundesstaat Minas Gerais und Pietrasanta in der italienischen Provinz Lucca, wo Kristalle zwischen 8 cm und 9 cm Größe zutage traten. Immerhin bis zu 4 cm große, tafelige Kristalle wurden in der Blei-Zink-Mine „Kilbricken“ bei Quin in Irland entdeckt.
In Deutschland konnte das Mineral bisher nur in der Grube Clara bei Oberwolfach und der Grube Segen Gottes bei Wiesloch in Baden-Württemberg, in der Grube Bayerland bei Pfaffenreuth in der Gemeinde Leonberg (Oberpfalz) in Bayern sowie in der Grube Louise bei Bürdenbach in Rheinland-Pfalz entdeckt werden.
In Österreich fand man Geokronit unter anderem in den Goldgruben am Radhausberg im Gasteinertal (Hohe Tauern) und an und der Kranzlhöhe (Radstädter Tauern) in Salzburg, an der Steirischen Kalkspitze und der Lungauer Kalkspitze (Schladminger Tauern) zwischen Salzburg und der Steiermark sowie in den Bleigruben bei Obernberg am Brenner in Tirol.
In der Schweiz kennt man das Mineral bisher nur aus Turtschi, einem kleinen Dolomit-Aufschluss im Binntal, sowie aus dem Steinbruch La Plâtrière bei Granges (Lens) in der Gemeinde Sitten (französisch Sion) im Kanton Wallis.
Weitere Fundorte liegen unter anderem in Albanien, Argentinien, Australien, Aserbaidschan, Bolivien, Bosnien und Herzegowina, Bulgarien, China, Finnland, Frankreich, Griechenland, Indien, Iran, Irland, Italien, Japan, Kanada, Kirgisistan, Luxemburg, Norwegen, Peru, Rumänien, Serbien, der Slowakei, Taiwan, Tschechien, der Türkei, Ungarn, im Vereinigten Königreich (UK) und den Vereinigten Staaten von Amerika (USA).